# 長倉颯
長倉 颯（ながくら はやて、1996年4月29日 - ）は、神奈川県横須賀市出身のプロサッカー選手。ポジションはディフェンダー（DF）。
Jリーグ・ツエーゲン金沢所属。

## 来歴
横浜F・マリノスのアカデミー出身。横浜FMユース所属時の2013年8月adidascup(クラブユース選手権)優勝に貢献し、U-17日本代表に選出され、チェコ遠征に参加した。進学した法政大学では、4年次に全日本大学サッカー選手権大会（インカレ）の優勝を経験した。
2019年より、FC岐阜へ加入した。2月24日、開幕戦のモンテディオ山形戦で先発しプロデビュー。
2021年は当初はFC岐阜と契約更新するもその後ベガルタ仙台からオファーがあり、ベガルタ仙台への完全移籍が決まった。2021年12月9日、契約満了による退団が発表。翌12月10日には、フクダ電子アリーナで行われたJリーグ合同トライアウトに出場した
2022年3月4日にラインメール青森への加入を発表。
2024年12月8日、ラインメール青森を退団することを発表。
2025年2月26日、ツエーゲン金沢への加入を発表。

## 所属クラブ
- I.Oキッカーズ[12]（横須賀市立岩戸小学校[12]）
- 横浜F・マリノスジュニアユース追浜（横須賀市立岩戸中学校[12]）
- 横浜F・マリノスユース（神奈川県立金沢総合高等学校[12]）
- 法政大学
- 2019年 - 2020年  FC岐阜
- 2021年  ベガルタ仙台
- 2022年 - 2024年  ラインメール青森
- 2025年2月 -   ツエーゲン金沢

## 個人成績
| 国内大会個人成績 | 国内大会個人成績 | 国内大会個人成績 | 国内大会個人成績 | 国内大会個人成績 | 国内大会個人成績 | 国内大会個人成績 | 国内大会個人成績 | 国内大会個人成績 | 国内大会個人成績 | 国内大会個人成績 | 国内大会個人成績 |
| 年度             | クラブ           | 背番号           | リーグ           | リーグ戦         | リーグ戦         | リーグ杯         | リーグ杯         | オープン杯       | オープン杯       | 期間通算         | 期間通算         |
| 年度             | クラブ           | 背番号           | リーグ           | 出場             | 得点             | 出場             | 得点             | 出場             | 得点             | 出場             | 得点             |
| 日本             | 日本             | 日本             | 日本             | リーグ戦         | リーグ戦         | リーグ杯         | リーグ杯         | 天皇杯           | 天皇杯           | 期間通算         | 期間通算         |
| ---------------- | ---------------- | ---------------- | ---------------- | ---------------- | ---------------- | ---------------- | ---------------- | ---------------- | ---------------- | ---------------- | ---------------- |
| 2019             | 岐阜             | 35               | J2               | 8                | 0                | -                | -                | 0                | 0                | 8                | 0                |
| 2020             | 岐阜             | 19               | J3               | 3                | 0                | -                | -                | -                | -                | 3                | 0                |
| 2021             | 仙台             | 24               | J1               | 0                | 0                | 4                | 0                | 0                | 0                | 4                | 0                |
| 2022             | 青森             | 20               | JFL              | 24               | 1                | -                | -                | -                | -                | 24               | 1                |
| 2023             | 青森             | 20               | JFL              | 21               | 2                | -                | -                | -                | -                | 21               | 2                |
| 2024             | 青森             | 20               | JFL              | 30               | 3                | -                | -                | -                | -                | 30               | 3                |
| 2025             | 金沢             | 20               | J3               |                  |                  |                  |                  |                  |                  |                  |                  |
| 通算             | 日本             | 日本             | J1               | 0                | 0                | 4                | 0                | 0                | 0                | 4                | 0                |
| 通算             | 日本             | 日本             | J2               | 8                | 0                | -                | -                | 0                | 0                | 8                | 0                |
| 通算             | 日本             | 日本             | J3               | 3                | 0                | -                | -                | -                | -                | 3                | 0                |
| 通算             | 日本             | 日本             | JFL              | 75               | 6                | -                | -                | -                | -                | 75               | 6                |
| 総通算           | 総通算           | 総通算           | 総通算           | 86               | 3                | 4                | 0                | 0                | 0                | 90               | 3                |

出場歴
- Jリーグ初出場:2019年2月24日 J2第1節 モンテディオ山形戦（岐阜メモリアルセンター長良川競技場）
- Jリーグ初得点:2025年5月3日 J3第11節 松本山雅FC戦（サンプロ･アルウィン）

## タイトル
法政大学
- 全日本大学サッカー選手権大会（2018年）

## 代表歴
- U-17日本代表